# Tanel Kangert
Tanel Kangert (Vändra, 11 de marzo de 1987) es un ciclista estonio que fue profesional entre 2008 y 2022.

## Biografía
Debutó como profesional en el equipo francés Ag2r La Mondiale en 2008. Es uno de los pocos ciclistas estonios en activo junto a su excompañero de equipo René Mandri. Fue uno de los fichajes del Astana para la temporada 2011, a pesar de que en 2010 estuviese sin equipo profesional.
Representó a su país en los Juegos Olímpicos de Pekín 2008 en la modalidad de ruta finalizando en la posición 69.ª.
Sus victorias más importantes han sido los tres campeonatos de Estonia contrarreloj y el de ruta conseguido en 2012.
En la temporada 2013 sus mejores participaciones fueron en el Giro de Italia y la Vuelta a España, en su labor de gregario para su jefe de filas Vincenzo Nibali, también quedaría muy bien ubicado en la general, colocado en el 14.º y 11.º puesto, respectivamente. También representó a su país en la prueba de gran fondo, en los campeonatos del mundo realizados en Florencia, en donde abandonaría.
En octubre de 2022 anunció su retirada como ciclista profesional.

## Palmarés
2007
- Tour de Gévaudan Languedoc-Roussillon

2008
- Campeonato de Estonia Contrarreloj

2010
- G. P. Tartu
- Campeonato de Estonia Contrarreloj
- 2.º en el Campeonato de Estonia en Ruta

2011
- 3.º en el Campeonato de Estonia en Ruta

2012
- 1 etapa de la Vuelta a Suiza
- 2.º en el Campeonato de Estonia Contrarreloj
- Campeonato de Estonia en Ruta

2013
- Campeonato de Estonia Contrarreloj

2016
- 2 etapas del Giro del Trentino
- Tour de Abu Dhabi, más 1 etapa

2018
- Campeonato de Estonia Contrarreloj

2022
- 2.º en el Campeonato de Estonia Contrarreloj

## Resultados en Grandes Vueltas y Campeonatos del Mundo
Durante su carrera deportiva consiguió los siguientes puestos en las Grandes Vueltas y en los Campeonatos del Mundo en carretera:
| Carrera              | Carrera              | 2008 | 2009 | 2010 | 2011 | 2012  | 2013 | 2014 | 2015 | 2016 | 2017 | 2018 | 2019 | 2020 | 2021 | 2022 |
| -------------------- | -------------------- | ---- | ---- | ---- | ---- | ----- | ---- | ---- | ---- | ---- | ---- | ---- | ---- | ---- | ---- | ---- |
|                      | Giro de Italia       | —    | —    | —    | —    | 26.º  | 14.º | —    | 13.º | 23.º | Ab.  | Ab.  | 18.º | 32.º | 21.º | —    |
|                      | Tour de Francia      | —    | —    | —    | —    | —     | —    | 20.º | 22.º | 26.º | —    | 16.º | 27.º | —    | —    | —    |
|                      | Vuelta a España      | —    | —    | —    | 64.º | —     | 11.º | Ab.  | —    | —    | —    | —    | —    | —    | —    | —    |
| Mundial en Ruta      | Mundial en Ruta      | —    | —    | 84.º | Ab.  | 114.º | Ab.  | —    | 24.º | —    | —    | Ab.  | Ab.  | Ab.  | —    | —    |
| Mundial Contrarreloj | Mundial Contrarreloj | —    | —    | —    | —    | 13.º  | —    | 19.º | 32.º | —    | —    | 21.º | 7.º  | —    | —    | —    |

—: no participa

Ab.: abandono

## Equipos
- Ag2r (2007[2] -2009)
  - Ag2r Prévoyance (2007)
  - Ag2r-La Mondiale (2008-2009)
- Astana (2011-2018)
  - Pro Team Astana (2011)
  - Astana Pro Team (2012-2018)
- EF Education First[3] (2019-2020)
  - EF Education First Pro Cycling Team (2019)
  - EF Pro Cycling (2020)
- BikeExchange (2021-2022)
  - Team BikeExchange (2021)
  - Team BikeExchange-Jayco (2022)